# Vergilsagen des Mittelalters
Der römische Dichter Vergil, das ganze Mittelalter hindurch ein hoch angesehener Schulautor, wurde ab dem 12. Jahrhundert auch zum Gegenstand unterschiedlicher Sagen und merkwürdiger Erzählungen, in denen er als teils mächtiger, teils hilfloser Zauberer auftritt. Die Erzählungen waren weit verbreitet, auch als Motiv der darstellenden Künste, und verloren erst ab dem 16. Jahrhundert ihre Wirkung.
Handlungsort der älteren Erzählungen ist meist Neapel, wo Vergil gelebt haben soll. Die späteren spielen dagegen öfter in Rom.

## Die Sagen

### Der Schutz Neapels (und Roms)
Alexander von Telese nennt in der Ystoria serenissimi Rogerii primi regis Siciliae (um 1140) Aeneas den Gründer von Neapel (das bei Johannes von Salisbury entsprechend wenig später „Eneapolis“ heißt); Vergil habe dort die Aeneis verfasst und sei von Augustus zum Herrn der Stadt gemacht worden.
Johannes von Salisbury schrieb in seinem Policraticus (vollendet 1159) Vergil als Erster Zauberkräfte zu. Dieser fragt hier Augustus’ Neffen Marcellus, ob er lieber einen Vogel hätte, der alle anderen Vögel fängt, oder eine Fliege, die alle anderen Fliegen tötet. Marcellus entscheidet sich für die Fliege, um Neapel von seiner Fliegenplage zu befreien. In einer anderen Episode berichtet Johannes, ein Philosoph habe vergeblich versucht, Vergils Gebeine nach Frankreich mitzunehmen.
In der beliebten Satire Apocalypsis Goliae Episcopi (ca. 1180) wird Vergil als Erfinder einer Fliege aus Messing genannt.
Im Dolopathos des Johannes von Alta Silva (1184), einer einflussreichen frühen Novellensammlung mit Rahmenhandlung, ist Vergil der weise Lehrer des im Zentrum stehenden Königssohnes und rettet diesen am Ende aus schwerer Prüfung und Lebensgefahr.
Alexander Neckam, der Ziehbruder von Richard Löwenherz, zählt in seinem Prosawerk De naturis rerum (Ende 12. Jahrhundert) verschiedene wunderbare Schutzmaßnahmen Vergils auf: Er habe Neapel von giftigen Blutsaugern befreit, indem er einen goldenen Blutegel in einen Brunnen warf; er habe den Fleischverkäufern von Neapel gegen das zu rasche Verderben ihres Fleisches geholfen; sein Garten sei von Mauern aus Luft umgeben gewesen; in Rom habe er einen Palast gebaut, in dem hölzerne Figuren mit Glocken in der Hand die Provinzen des Reichs verkörperten und läuteten, wenn dort Gefahr drohte. Er habe verkündet, der Zauber sei wirksam, bis eine Jungfrau ein Kind gebäre, wozu es dann prompt gekommen sei …  Im etwas später verfassten, lange Walter Burley zugeschriebenen Liber de vita et moribus philosophorum wurden diese Erzählungen weiter verbreitet.
Konrad von Querfurt, der Heinrich VI. nach Italien begleitete (wo Heinrich zunächst, 1191, vor Neapel gescheitert war, 1194 konnte er es erobern), berichtet 1196 in einem Brief, Vergil habe Neapel mit einem Palladium zu schützen versucht, einem in einer Flasche verschlossenen Bild der Stadt, die Flasche sei jedoch zuletzt gesprungen gewesen. Mit einer Fliege aus Messing habe er die Stadt gegen Fliegen geschützt. Auch die Fleischkonservierung kehrt hier wieder. Vergil habe medizinische Bäder gebaut. Seine Gebeine würden in einem Schloss auf dem Meer aufbewahrt (das Castel dell’Ovo auf einem Neapel vorgelagerten Felsen), wenn sie der Luft ausgesetzt würden, gebe es Sturm. Ein von ihm geschaffener bronzener Bogenschütze halte den Vesuv in Schach. Als sein Pfeil einmal durch eine unvorsichtige Berührung abgeschossen worden sei, sei es zu einem Ausbruch gekommen.
In Wolfram von Eschenbachs Parzival wird Vergil als Onkel des Zauberers Klingsor genannt.
Gervasius von Tilbury wiederholte in seinen Otia imperialia (um 1211) die Geschichten von der Messingfliege, von der Fleischkonservierung sowie von den medizinischen Bädern, denen Vergil genaue Anweisungen für die Anwendung beigegeben habe, die von eifersüchtigen Ärzten aber wieder entfernt worden seien. Statt des Bogenschützen hat Vergil bei ihm einen zum Vesuv gewandten Trompeter aufgestellt. Er habe einen Tunnel unter einem Berg hindurch geschaffen. Als ein Engländer zur Zeit Rogers II. von Sizilien die bis dahin unbekannten Gebeine Vergils suchte und auch fand, habe bei ihnen ein Zauberbuch gelegen, mit dem Gervasius selbst erfolgreich experimentiert zu haben behauptet. Die Gebeine seien ins Castel del Mare gebracht worden, wohl das Castel dell’Ovo.
Zur selben Zeit schrieb auch Hélinand de Froidmont in einem verlorenen Teil seines Chronicon über Vergil, worauf Vinzenz von Beauvais in seinem Speculum historiale von 1244 zurückgriff. Auch hier kehren einige der genannten Motive wieder.

### Schwierigkeiten mit den Frauen (Vergil im Korb)
Um 1200 führte der Provenzale Guiraut de Calanso in einer Stoffsammlung für Troubadoure auch Vergil auf, „wie er es schaffte sich gegen Frauen zu schützen, (…) und wie er das Feuer erlöschen ließ“. In dem um 1245 entstandenen Image du monde gründet Vergil Neapel auf einem Ei; als Rache für die Beleidigung durch eine Frau löscht er alle Feuer in einer Stadt; er schafft selbst ein unlöschbares Licht und einen Kopf, der ihm seinen Tod voraussagt, aber so rätselhaft, dass er ihn nicht versteht.
In einer anderen Version dieses Textes findet der Heilige Paulus, der Vergil bekehren will, dessen Schatten in einer Höhle, aber alles zerfällt sofort zu Asche.
Vinzenz von Beauvais weist in seinem Speculum historiale die von Christen seit Jahrhunderten vertretene Auffassung zurück, Vergil habe in seiner 4. Ekloge die Geburt Jesu vorhergesagt. Durch sein bereits im 15. Jahrhundert häufig gedrucktes Buch wurden die Vergilerzählungen weiten Kreisen zugänglich.
In einem lateinischen Manuskript aus dieser Zeit, das in Paris aufbewahrt wird, verliebt Vergil sich in die Tochter Neros. Sie lässt nachts einen Korb aus ihrem Turm herunter, den er nackt besteigt – lässt ihn dann aber auf halber Höhe hängen, so dass er am nächsten Tag bloßgestellt ist. Nero verurteilt ihn zum Tod, aber Vergil entkommt.
In seiner um 1280 in Wien verfassten Weltchronik machte Jans der Enikel Vergil wiederum zu einem Geisterbeschwörer: Bei der Gartenarbeit habe er eine Flasche mit Teufeln gefunden, die ihm ihre Kunst beibrachten. Er schuf eine weibliche Statue, die unkeusche Gedanken vertrieb, entbrannte aber selbst für die tugendhafte Frau eines Mitbürgers, die sich daraufhin mit ihrem Mann zusammentat, um ihn bloßzustellen. Sie bietet ihm an, ihn nachts in einem Korb zu ihrem Turm hochzuziehen, lässt ihn aber auf halber Höhe hängen, zum Gespött der Stadt, die ihn dort am nächsten Tag sieht. Vergil löscht darauf alle Feuer in der Stadt aus und zwingt die Frau, sich leicht bekleidet breitbeinig öffentlich aufzustellen, worauf jeder einzeln sein Feuer bei ihr anzünden muss. – Er habe Neapel auf drei Eiern erbaut. Eine goldene Statue habe mit einer Hand „zum Berg“ gezeigt und die Aufschrift getragen, sie zeige auf einen Schatz. Nach langer vergeblicher Suche habe sich der Schatz in ihrem Innern gefunden, wohin die andere Hand zeigte.
Während die bisherigen Autoren meist nur auf ihre Geschichten hinwiesen, werden sie von Enikel ausführlich erzählt.
Die Korbepisode wird als Nächstes von dem provenzalischen Dichter Guylem de Cervera wiedergegeben.

### Automaten und andere Wunderwerke
Adenet le Roi erzählt um 1285 in Cléomadès, Vergil habe in Neapel auf zwei Eiern zwei Schlösser erbaut, von denen eines noch stehe. In Rom habe er einen Zauberspiegel aufgestellt, der Ankömmlinge sowie böse und verräterische Gedanken zeigte. An den vier Ecken einer Stadt habe er große Steinfiguren der vier Jahreszeiten aufgestellt, jede werfe am Ende ihrer Saison der nächsten einen Apfel zu.
Im 1287 entstandenen Wartburgkrieg fährt Vergil auf der Suche nach dem Zauberbuch eines Zabulon durchs Meer zu einem Magnetberg. Er besitzt einen Teufel in Gestalt einer Fliege, die Aristoteles in einen Rubin eingeschlossen hat. In dem um 1300 entstandenen Reinfrit von Braunschweig wird Zabulon, den Vergil mit Hilfe seines Teufels auf dem Magnetberg gefunden hat, von einem Automaten getötet und im selben Moment Christus geboren. Kurz spielt dieser Text auch auf die Korbepisode an. Heinrich von Mügeln (14. Jahrhundert) nahm auf den Wartburgkrieg Bezug, bei ihm findet Vergil Magnetberg, Flaschenteufel und Zauberbuch und lässt weitere Teufel eine Straße durchs Gebirge bauen.
In einem französischen Manuskript von 1311 verkündet Vergil Nero die Zerstörung seines Palasts, wenn eine Jungfrau ein Kind gebäre, und misst seine Gelehrsamkeit mit ihm, bis er ihn mit seinen Bibelkenntnissen bezwingt und köpft.
Die mittelenglischen Seven Sages von etwa 1320 haben das immerwährende Feuer, das aber von einem automatischen Bogenschützen gelöscht wird, und den römischen Spiegel, in dem man sieben Tagereisen weit sieht. Der König von Apulien beauftragt zwei Kleriker, die an verschiedenen Orten Gold verstecken und auf der von ihnen angefachten Suche danach sogar mit der Erlaubnis des Kaisers den Spiegel zerstören. Das Buch wurde bis ins 19. Jahrhundert gedruckt.
Der Freidenker Cecco d’Ascoli erklärte das Funktionieren von Vergils magischer Fliege mit der Anwendung astrologischer Kenntnisse bei der Herstellung. Um 1330 kam auch sein Freund Cino da Pistoia in einem Gedicht auf sie zurück.
Im Roman de Renart le Contrefait von 1319 finden sich Bronzefliege, Spiegel, Korb und Rache, prophetischer Kopf – und ein Rohr, mit dem Vergil Wein direkt von Neapel nach Rom geleitet habe. Fast alle bisherigen Geschichten, mit Ausnahme der Korb- und der Racheepisode, begegnen wenige Jahre später auch in der neapolitanischen Cronica di Partenope.
Um 1342 lässt der englische Autor der Gesta Romanorum Vergil dem Kaiser ein Pferd zur Verfügung stellen, das diejenigen tötet, die abends noch unterwegs sind. Er benützt seinen Spiegel, um einen anderen Magier zu überwinden, und bietet mehr als sein Vermögen auf, um mit der Tochter des Kaisers schlafen zu können. Als er Erfolg hat, vergisst er den Fälligkeitstermin des geliehenen Geldes und wird in einem ganz ähnlichen Verfahren wie später der Kaufmann von Venedig zur Rechenschaft gezogen.
1343 erzählt Juan Ruiz in El libro de buen amor die Geschichte mit dem Korb und von Vergils Rache. Er lässt die gedemütigte Frau nun wiederum einen Anschlag auf ihn planen, den Vergil als Zauberer aber entdeckt, worauf er sein Interesse an ihr verliert.

### Der Mund der Wahrheit
In einem anonymen deutschen Gedicht aus der 1. Hälfte des 14. Jahrhunderts schafft Vergil in Rom ein Steinbildnis, das ehebrecherischen Frauen die Hand abbeißt (Bocca della Verità). Die Kaiserin, selbst unter Verdacht, unterzieht sich dem Test, weist aber vorher ihren Liebhaber an, sie auf dem Weg dorthin als Narr verkleidet anzurempeln und zu küssen. Mit der Hand im Steinbildnis erklärt sie, außer ihrem Mann sei nur noch dieser Narr ihr so nahegekommen, und besteht.
Petrarca lehnte es meist ab, auf die Vergillegenden Bezug zu nehmen, nennt im Itinerarium Syriacum (um 1360) aber den Bergtunnel und das Castel dell’Ovo. Beide kehren im gleichzeitigen Dantekommentar des Benvenuto da Imola wieder. Boccaccio führt in seinen Vorlesungen zur Göttlichen Komödie 1373-4 die Messingfliege und weitere Wunderwerke an, die auch schon vorher kolportiert worden waren.
In Evrart de Trémaugons Somnium viridarii („Der Traum des Gärtners“, um 1374) rät Vergil dem König der Römer, sein Volk ohne geheimes Wissen und mechanische Künste, nur mit Klugheit zu regieren.

### Der Obelisk Caesars
Jean d’Outremeuse berichtet in seinem Ly Myreur des Histors eine Fülle von Episoden. Er unterscheidet allein fünf Vergile, deren Lebensgeschichten er auf Dutzenden von Seiten ausschmückt. Vergil verkündet bei ihm die Ankunft Christi und wird selbst getauft, er lehrt aber auch die Ägypter die Astrologie. Er lässt Cäsars Leiche verbrennen und platziert die Asche in einer Kugel auf einem Obelisken (gemeint ist der Obelisk auf dem Petersplatz in Rom). U. a. nennt d’Outremeuse Spiegel, Korb, Rache, Bronzefliege, Mauern aus Luft, Weinleitung, Felsenstraße, Bäder und Vergils Gebeine, die das Meer aufrühren, wenn sie gestört werden.
Am Ende des 14. Jahrhunderts erwähnt Jacobus de Theramo in der Litigatio Christi cum Belial die Korbepisode, ebenso Giovanni Sercambi in seinen Croniche von 1400, dieser aber ohne Vergils Rache. Vergil soll hingerichtet werden, wird aber von bösen Geistern entführt. Korb und Rache kommen sodann in dem einflussreichen Der Minnen Loep des Niederländers Dirc Potter vor (um 1412), ebenso in der Cronica de Mantua von Bonamente Aliprandi (um 1414), der seine Geschichte ähnlich reich wie Jean d’Outremeuse ausschmückt: Vergil wird auf seine Rache hin verhaftet, entkommt aber. Er schafft ein magisches Weinfass und einen Ölbrunnen, und sein Schüler Melino (Merlin) stößt mit einem Zauberbuch, das Vergil ihn besorgen lässt, auf Teufel, die ihm eine Straße von Rom nach Neapel bauen.
In dem im zweiten Viertel des 15. Jahrhunderts verfassten El Vitorial des Gutierre Diez de Games ist Cäsar um seinen Nachruhm besorgt. Vergil lässt ihn den Juli nach sich benennen und holt mit seinen Zauberkräften einen riesigen Obelisken mit einem goldenen Apfel an der Spitze, den Salomo hergestellt, aber nicht aufgerichtet hatte, nach Rom, wo Cäsars Asche im Apfel einen würdigen Platz erhält.
1438 erzählt Alfonso Martínez de Toledo in seinem erfolgreichen El Corbacho von Vergil im Korb und seiner Rache, kurz darauf Martin le Franc in seinem in Basel veröffentlichten Le champion des dames, 1444 Enea Silvio Piccolomini, der spätere Papst Pius II. (der den Vornamen Enea von der Gestalt Vergils nahm), in der Historia de duobus amantibus. 1506 begegnet die Episode in Stephen Hawes’ Pastime of Pleasures, 1531 in Sebastian Francks Chronica, Zeytbuch und geschychtbibel, neben weiteren Episoden, 1534 in Gratian Duponts Les controverses des sexes masculin et feminin. Um 1550 erscheinen in The deceyte of Women … sowohl Korb und Rache wie auch der Mund der Wahrheit.
Felix Hemmerlin erzählt in De nobilitate et rusticitate dialogus (um 1445), Vergil habe mit Hilfe von Flaschenteufel und Zauberbuch die Geisterbeschwörung in Italien eingeführt. Er habe das  Castel dell’Ovo errichtet, das versinke, wenn ein Ei darin zerbrochen werde, weshalb man es bis heute bewache. Hemmerlin nennt auch die Bäder, den Tunnel durchs Gebirge, Fliege, Fleischmarkt und weitere Motive.
Vergils Schutz für Rom durch Bilder oder Figuren, die bei Gefahr eine Glocke läuten, ist Thema bei John Lydgate und John Capgrave. In einem deutschen Pilgerbuch von 1475 wird Vergil wiederum der Mund der Wahrheit zugeschrieben.

### Volksbücher und weiteres Fortwirken
Um 1515 erschien in Paris Les faictz merveilleux de Virgille, eine ausführliche Lebensbeschreibung Vergils. Er lernt die Zauberei in Toledo, baut zahlreiche Wunderwerke, darunter das Castel dell’Ovo, landet im Korb und rächt sich, verschwindet am Ende im Meer. Das Buch wurde binnen kurzem ins Niederländische und Englische übersetzt und noch 1676 ins Isländische, während eine deutsche Fassung, die im 19. Jahrhundert auftauchte, wohl aus demselben stammt. Ganz unabhängig davon entstand um 1520 ein deutsches Buch Von Vergilio dem Zauberer, mit Korb und Rache, Neapel auf drei Eiern, der Statue mit dem Schatz und dem Mund der Wahrheit.
Dirc Potters holländische Fassung der Geschichte von Vergil im Korb führte zu mehreren Adaptionen, bei denen allerdings nicht mehr Vergil selbst auftaucht, bis hin zu Richard Strauss’ Oper Feuersnot von 1901. In Deutschland variierte Hans Sachs den Stoff mehrfach, auch mit Vertauschung der Geschlechterrollen (Der Filius im Korb, die pürgerinn im korb, Der jung Gesell fellet durch den Korb usw.). Der Ausdruck einen Korb geben soll nach einer Erklärung mit diesen Geschichten zu tun haben.

## Darstellungen in der Kunst
Vor allem Vergil im Korb und seine Rache, aber auch der Mund der Wahrheit waren beliebte künstlerische Motive. Das Erstere findet sich im 14. Jahrhundert auf einem Säulenkapitell in Caen in der Normandie und auf dem Freiburger Maltererteppich, sodann auf Illustrationen zur Weltchronik Jans des Enikels und sogar zu Petrarcas Trionfi. Auf einer Darstellung am Grab Philippe de Commines’ erscheint Vergil an einem Seil aufgehängt – eine Version, die auch Cervantes für ein Abenteuer Don Quijotes verwandte (I, Kap. 43).
Im 16. Jahrhundert stellte Albrecht Altdorfer Vergils Rache und den Mund der Wahrheit dar, Lucas van Leyden Letzteren und die Korbepisode. Um 1516 schuf Ambrosius Holbein oder einer seiner Gehilfen einen Holzschnitt mit mehreren Beispielen der Weibermacht, darunter Vergil im Korb, das von seinem Verleger Pamphilus Gengenbach in der Folge in den unterschiedlichsten Büchern verwendet wurde, die Ausgaben reichten von Horaz zu Luther und zu eigenen Werken. Sein Nachfolger Johann Faber gebrauchte den Holzschnitt weiter, u. a. 1530 in einer Erasmusausgabe. Zur selben Zeit schuf Urs Graf der Ältere einen Holzschnitt, der zuerst 1520 in einem (in Paris veröffentlichten) Cicerokommentar gedruckt wurde. Er wurde wiederum in den unterschiedlichsten Büchern gebraucht, in einem Griechischlexikon, aber auch auf der Titelseite von Jean Petits Ausgabe der Aeneis von 1529. Ausgaben von Plinius’ Naturgeschichte, Ovids Metamorphosen, Boccaccios Genealogia deorum gentilium und Petrarcas Trionfi zeigten ihn ebenfalls.

## Kritik und Nachwirkung
Jean Bodin äußert sich in De magorum daemonomania (1580) noch vorsichtig über die Zauberkräfte Vergils, jedoch schon kurz darauf wies der Autor der Lebensbeschreibung Vergils, die mit Annibale Caros Übersetzung der Aeneis 1584 veröffentlicht wurde, die volkstümlichen Anschauungen über den Dichter heftig zurück. Andere Autoren dieser Zeit sind wieder skeptisch oder treffen ihre eigenen Unterscheidungen. 1625 sammelt Gabriel Naudé in seiner Apologie pour tous les grands personnages qui ont esté faussement soupçonnez de magie zahlreiche Vergillegenden, um sie energisch und spöttisch zurückzuweisen. Jacques Gaffarell, ein Orientalist und Okkultist, widersprach ihm auf der Stelle. Charles Sorel hielt diesem wiederum die Autorität Plinius’ entgegen, der nichts von Vergils magischen Fähigkeiten wisse. Andere setzten den Streit fort. Pierre Bayle versuchte in seinem Dictionnaire historique et critique (1697) erneut einen Schlussstrich zu ziehen, ohne endgültigen Erfolg.
In jüngerer Zeit veröffentlichte Avram Davidson mehrere phantastische Romane und Erzählungen mit Vergil Magus als Hauptfigur.

## Herkunft, Originalität der Erzählungen
Domenico Comparetti vertrat in seiner grundlegenden Studie Vergil im Mittelalter die Ansicht, dass die Erzählungen über Vergil volkstümlichen Überlieferungen entstammten. Spargo, der dafür keinen Hinweis sieht, nimmt an, dass die mehrfachen erfolglosen Belagerungen Neapels durch Roger II. von Sizilien ab 1130 Erzählungen vom wunderbaren Schutz der Stadt begünstigten. Da in Rogers Hauptstadt Palermo der Sarg des Aristoteles verehrt wurde, lag es nahe, für Neapel die Gebeine Vergils zu beanspruchen. Als die Stadt 1191 vom Staufer Heinrich VI. noch einmal erfolglos belagert wurde, seien diese Erzählungen wieder aufgegriffen worden.
Die Geschichte von Vergil im Korb geht auf orientalische Erzählungen zurück, in denen der Liebhaber in einem Korb ins Schlafgemach seiner Geliebten gezogen wird. Im Abendland erscheint das Motiv in einer Version des Li Romans des Sept Sages vom Ende des 13. Jahrhunderts, wo ein „Ysocars“ (Hippokrates) auf diese Weise zur Tochter des Darius gelangt. In all diesen Fassungen ist der Mann jedoch erfolgreich, nur Vergil bleibt hängen und wird dem Gespött preisgegeben. In den Erzählungen über ihn folgt deshalb auch von Anfang an das Motiv der Rache.
Im hebräischen Sefer ha-Zikhronot („Gedenkbuch“) des Rheinländers Elieser ben Ascher ha-Levi (Anfang des 14. Jahrhunderts), das auf die Mitte des 12. Jahrhunderts in Süditalien entstandene, ansonsten verlorene Chronik des Jerachmeel zurückgeht, findet sich eine frühe Version der Geschichte von Vergil im Korb, in der Vergils Name allerdings nicht genannt wird. Ein böser Zauberer stellt hier einer tugendhaften Frau nach, die in Rom zur Zeit des Titus in einem hohen Turm lebt. In Abwesenheit ihres Mannes beschließt sie, anders als bei Jans dem Enikel, alleine ihn bloßzustellen und setzt ihn im Korb hängend drei Tage lang dem Gespött der Menge aus, schließlich lässt sie ihn so herunterfallen, dass er sich verletzt. Der Zauberer rächt sich wie bekannt.
Im sogenannten „Obelisk Cäsars“ wurde schon in der Antike die Asche Cäsars vermutet. Dass er von Vergil an seinen Platz befördert wurde, ist dagegen mittelalterliche Erfindung. Ebenso scheint es zur Verknüpfung des „Munds der Wahrheit“ mit Vergil keine Vorläufer zu geben.
Ziolkowski nimmt an, dass im 13. Jahrhundert die Figur des Zauberers Vergil bekannter war als die des Dichters.

## Nachweise
1. ↑  Parzival, XIII. Gesang: „sîn lant heizt Terre de Lâbûr: von des nâchkomn er ist erborn, der ouch vil wunders het erkorn, von Nâpels Virgilîus. Clinschor des neve warp alsus.“ (Nach Karl Lachmann: Wolfram von Eschenbach, Berlin 1833, 5. Aufl. Berlin 1891. )
2. ↑  Nach Spargo, S. 15.
3. ↑  Spargo gibt den deutschen Text komplett in einem Anhang, S. 453–471, wieder.
4. ↑  Die meisten dieser Darstellungen sind bei Spargo wiedergegeben.
5. ↑  Spargo, S. 137–141.
6. ↑  Der hebräische Text wurde zuerst 1978 veröffentlicht, auf Englisch ist er enthalten in Yassif, 245-247.
7. ↑  Ziolkowski und Putnam, S. 829.